# Josef Winkler

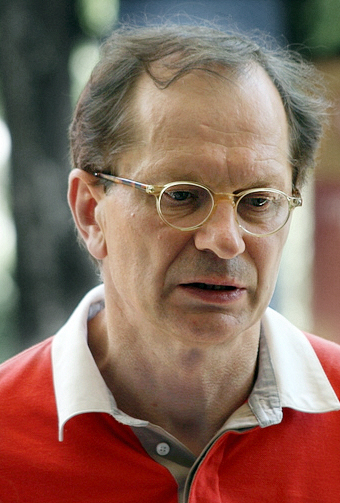
Josef Winkler

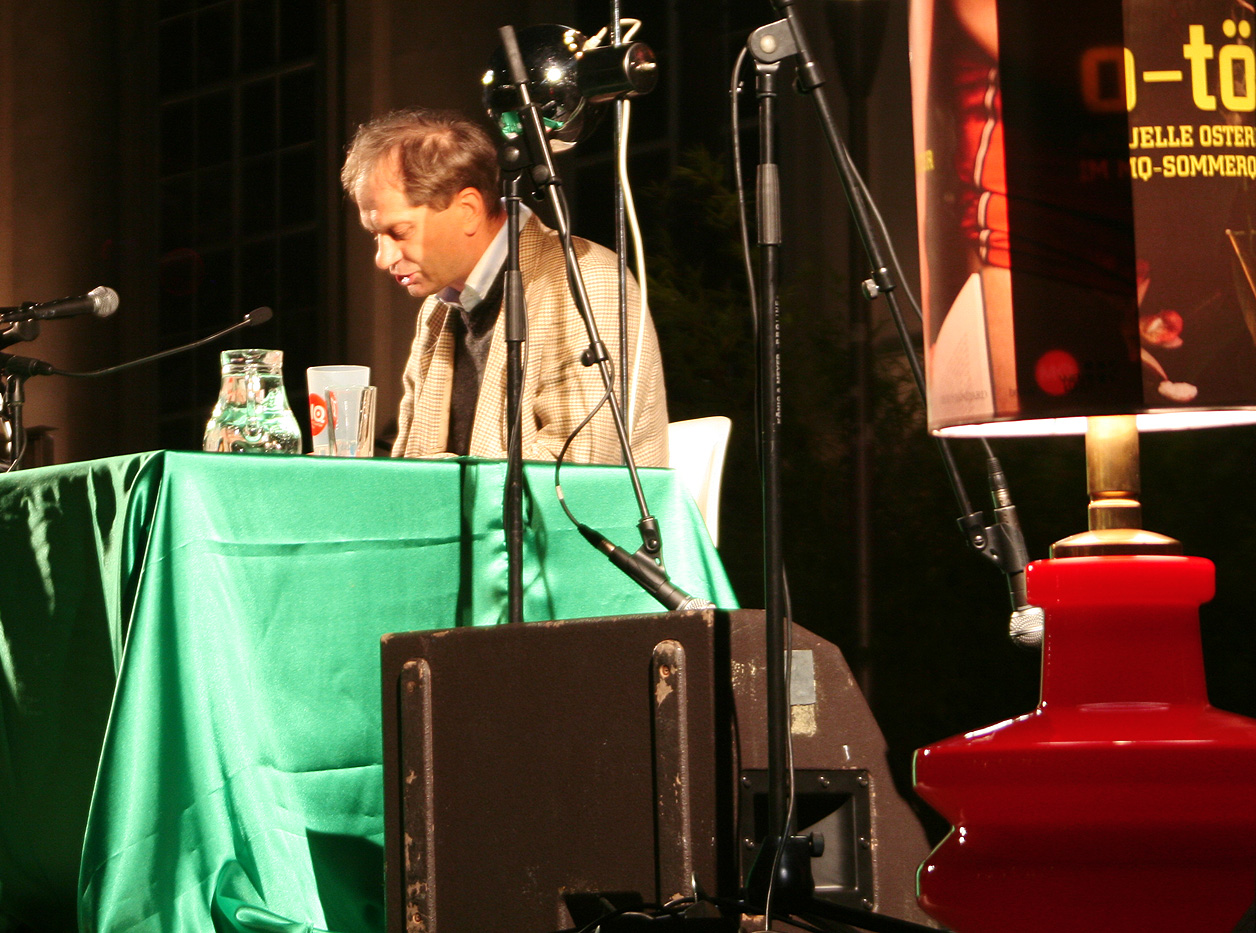
Josef Winkler (Viena, 2007)

Josef Winkler (Kamering, Carintia, 3 de marzo de 1953) es un escritor austriaco.
La escritura de Winkler se nutre sobre todo de experiencias reales y su afán es documentalista y autobiográfico. Centrado en el contexto del medio rural de su provincia austriaca natal, recurre a lo largo de toda su obra a una serie de motivos: la construcción en cruz de la aldea, el padre castigador y la madre sumisa, el suicidio de niños (entre ellos, el de dos adolescentes homosexuales, episodio decisivo para el autor)..., que desempeñan un papel importante en sus textos. Winkler escribe a partir de sus experiencias personales, pero también recurre a los sueños, y a los juegos sobre las identidades y las citas literarias, y a las dificultades del marginal en un medio patriarcal y marcado por la religión católica. 
Entre los autores que influyen en Winkler, destacan Jean Genet (al que consagró una obra), Hans Henny Jahnn, Kafka, Lautréamont y los surrealistas franceses.
Fue galardonado en 2008 con el Gran Premio Nacional austriaco, así como con el Premio Georg Büchner.

## Biografía
Josef Winkler nació en el seno de una familia de campesinos, en el contexto de un pueblo que constituye el decorado principal de sus primeros libros. 
Se trasladó a vivir a Klagenfurt. Desde allí se ha desplazado con frecuencia a Italia, concretamente a Roma, inspiración de algunas de sus obras como Cementerio de las naranjas amargas y Natura morta: novela corta romana, así como a la India (Benarés), inspiración de Shmashana y En las orillas del Ganges. Sus viajes le han llevado también tras el rastro de Jean Genet (a París, Turena, Marruecos) y México.
Entre 1973 y 1982, trabajó en la administración de la Facultad de Ciencias de la Educación de Klagenfurt. Organizó entonces un Cercle de travail littéraire («Círculo de trabajo literario») en colaboración con Alois Brandstetter y publicó una revista literaria llamada Schreibarbeiten (Trabajos escritos). 
En 1979 logra con la novela Menschenkind el segundo premio del Prix Ingeborg Bachmann. La obra forma con las dos siguientes, Der Ackermann aus Kärnten y Mutterzunge (Lengua materna), la trilogía Das wilde Kärnten (La Carintia salvaje), 1979-1982, donde

mediante un lenguaje despiadado, entrega (...) la crónica negra de vidas y muertes violentas, vidas embrutecidas por el trabajo duro del campo y la superstición religiosa, así como las vejaciones sufridas en su propia piel.

## Distinciones
- Premio de los editores del concurso Ingeborg Bachmann 1979
- Premio Anton Wildgans 1980
- Premio de literatura de Kranichstein 1990
- Stadtschreiber von Bergen 1994/1995
- Premio Bettina von Arnim 1995
- Premio de literatura de Berlín 1996
- Premio Alfred Döblin 2001, por Natura morta
- Premio Otto Stoess 2001
- Premio Franz Nabl 2005
- Premio Georg Büchner 2008